# حجرة الكرني (مزورة ابداوة)
حجرة الكرني هو دُوَّار يقع بجماعة عياشة، إقليم العرائش، جهة طنجة تطوان الحسيمة في المملكة المغربية. ينتمي الدوّار لمشيخة مزورة ابداوة التي تضم 11 دوار. يقدر عدد سكانه بـ 451 نسمة حسب الإحصاء الرسمي للسكان والسكنى لسنة 2004.

## روابط خارجية
- البوابة الوطنية للجماعات الترابية نسخة محفوظة 12 مارس 2018 على موقع واي باك مشين.
- المندوبية السامية للتخطيط